# 窪田弘
窪田弘（くぼた ひろし、1931年7月4日 - 2013年1月31日）は日本の大蔵官僚。経済企画庁長官官房長、理財局長、国税庁長官、国民金融公庫副総裁、日本債券信用銀行頭取、同行会長などを歴任した。

## 来歴
岡山県生まれ。祖父は行政裁判所長官の窪田静太郎。埼玉県立浦和高等学校から東京大学に入学。1953年10月 東京大学法学部第1類（私法コース）在学中に国家公務員試験（法律職）を合格。東大法学部第1類（私法コース）卒業。1954年 大蔵省入省（銀行局検査部審査課）。課長補佐時代は主計局総務課長補佐（歳入・企画）など、主計局を中心に勤務。1974年12月 内閣総理大臣秘書官（事務担当）。1977年1月 主計局主計官（厚生・労働担当）。1978年6月 主計局総務課長。1979年7月10日 東京税関長。1980年6月 銀行局検査部長。1981年6月26日 主計局次長（次席）。1982年6月1日 主計局次長（筆頭）。1983年6月7日 経済企画庁長官官房長。1985年6月25日 理財局長。1986年6月23日 国税庁長官。同期の中でトップを走り、省内でも主計局長→次官の有力候補であったが、1953年入省旧制の吉野良彦と新制の西垣昭の2人が主計局長→次官となり、更に吉野が消費税導入のため次官に2年在任したことから、窪田は国税庁長官の処遇となった。1988年12月27日 退官。1989年 国民金融公庫副総裁。1993年 日本債券信用銀行顧問。同年6月 同行頭取。1996年6月 同行頭取兼会長（〜1997年8月）。2013年1月31日 都内の病院で死去。墓所は多磨霊園。

## 略歴
- 1954年4月：大蔵省入省（銀行局検査部審査課）。
- 1954年7月：銀行局特殊金融課。
- 1956年4月：銀行局金融制度調査官付。
- 1957年5月：関東財務局理財部金融課。
- 1957年7月：関東財務局理財部金融課金融検査官。
- 1959年6月：大臣官房調査課地方経済調査係長[6]。
- 1961年8月：主計局補助金第三係長[7]。
- 1961年11月：主計局主計官補佐心得。
- 1962年4月：主計局主計官補佐（補助金係）[8]。
- 1964年7月：主計局主計官補佐（公共事業係）。
- 1966年8月：主計局調査課長補佐。
- 1967年8月：主計局総務課長補佐（歳入・企画）[3]。
- 1970年7月：広島国税局直税部長。
- 1972年7月：銀行局金融制度調査官。
- 1974年7月：銀行局特別金融課長。
- 1974年12月：内閣総理大臣秘書官（事務担当）。
- 1976年12月：大臣官房付。
- 1977年1月：主計局主計官（厚生・労働担当）。
- 1978年6月：主計局総務課長。
- 1979年7月10日：東京税関長。
- 1980年6月：銀行局検査部長。
- 1981年6月26日：主計局次長（次席）（地方財政、補助金、大蔵、通産、文部、科学技術、文化、財政計画、調査課、給与課担当）[9]。
- 1982年6月1日：主計局次長（筆頭）（防衛、外務、経済協力、通産、文部、科学技術、文化担当）[10]。
- 1983年6月7日：経済企画庁長官官房長。
- 1985年6月25日：理財局長。
- 1986年6月23日：国税庁長官。
- 1988年12月27日：退官。